# Луїза Емонс
Луїза Емонс (англ. Louise H. Emmons) — американська жінка-зоолог, працює в Національному музеї природної історії Смітсоніанського інституту.

## Освіта
Доктор філософії: Корнельський університет, 1975
Бакалавр: Коледж ім. Сари Лоуренс, 1965

## Наукові інтереси
Луїза Емонс досліджує екологію тропічних ссавців, а також вона працювала в Габоні, Мадагаскарі, Борнео, Папуа-Новій Гвінеї і десятьох країнах тропіків Нового світу. Систематично переглядала гризунів родини Echimyidae Південної Америки, а також десять років вивчала фауну ссавців у саванно-лісовому середовищі в Національному парку Ноель Кемпф Меркадо, Болівія.

## Вибрані публікації
- Rodent dispersal of vesicular-arbuscular mycorrhizal fungi in Amazonian Peru, 1995
- Neotropical Rainforest Mammals: A Field Guide, 1997
- Identity of winge's lasiuromys villosus and the description of a new genus of echimyid rodent: echimyidae, 1998
- Two new species of juscelinomys: muridae from bolivia, 1999
- Tupai: A Field Study of Bornean Treeshrews (Organisms and Environments), 2000
- A review of the named forms of Phyllomys (Rodentia: Echimyidae) with the description of a new species from coastal Brazil, 2002
- New species of oryzomys: muridae from eastern bolivia, 2005
- Puddles created by geophagous mammals are potential mineral sources for frugivorous bats (Stenodermatinae) in the Peruvian Amazon., 2010